# Prowincja Tizi Wuzu
Prowincja Tizi Wuzu (arab. ولاية تيزي وزو) – jedna z 48 prowincji Algierii, znajdująca się w północnej części kraju. 